# Zuzana Licko
Zuzana Ličko (Bratislava, Eslovaquia, 1961) es una diseñadora gráfica eslovaca. Se trasladó a los Estados Unidos a los siete años. Su padre, un biomatemático, le da acceso a las computadoras y la oportunidad diseñar su primera tipografía, un alfabeto griego, para su uso personal.

## Biografía
Ingresó a la Universidad de California en Berkeley en 1981 como estudiante. Originalmente había planeado estudiar arquitectura, pero cambió a los estudios de diseño y representación visual. Siendo zurda, odiaba su clase de caligrafía, donde la forzaron a escribir con su mano derecha. 
Se casó con el diseñador gráfico y editor Rudy VanderLans, de origen holandés, en 1983.
En 1984 fundan Emigre, desde donde publican una revista homónima y diseñan tipografías. Vanderlans fue editor de la revista, mientras Licko se encargaba de la tipografía, la cual llegó a ser muy aclamada. A mediados de la década de 1990, Licko trabajó en dos diseños notables:  Mrs Eaves , basado en  Baskerville , y  Filosofía , basada en  Bodoni . Ambas eran interpretaciones personales de los modelos anteriores.
Ambos viven en California, en Estados Unidos.
Su estilo de tipografía filosofía fue basada en su interés por Bodoni. Esta filosofía fue elaborada para usar en formas de largas de texto porque la letra Bodoni era muy compleja de entender en tamaños pequeños. Zuzana uso el contraste entre fino y grueso, uso detalles como hacer las serifas ligeramente redondeadas.

## Citas
En una entrevista publicada en la revista Eye, Licko describió su relación creativa con su esposo:
"Nos conocimos en la Universidad de California en Berkley, donde yo era estudiante en el College of Environmental Design y Rudy era estudiante de fotografía. Esto fue en 1982-83. Después de la universidad, ambos hicimos todo tipo de trabajos relacionados al diseño. No teníamos una orientación específica. Después, cuando en 1984 fue lanzada Macintosh, compramos una y todo empezó a caer en su lugar. Ambos, cada uno en su estilo, realmente disfrutamos esa máquina. Nos forzó a cuestionar todo lo que habíamos aprendido acerca del diseño. También disfrutamos el proceso de exploración, de ver hasta donde podíamos rebasar los límites. Rudy es más intuitivo, yo soy más metódica. Es como el Ying-Yang. Aparentemente funcionó, y sigue funcionando.